# Joan Horrach
Joan Horrach Ripoll é um antigo ciclista espanhol nascido a 27 de março de 1974 na localidade maiorquina de Deià (Ilhas Baleares, Espanha).
Estreiou como profissional em 2000 com a equipa portuguesa Milaneza-Maia.
A vitória mais importante que tem conseguido na sua carreira como ciclista profissional se produziu na 12.ª etapa do Giro d'Italia de 2006. Escapou-se junto com outros quinze corredores numa etapa com início em Livorno e meta em Sestri Levante. Conseguiu descolar dos seus colegas de fuga e chegou em solitário à meta, com cinco segundos de vantagem sobre um grupo formado por Addy Engels, Emanuele Sella, Manuele Mori, Fortunato Baliani e Wladimir Belli. A mais de sete minutos entrou em meta o grande grupo encabeçado por Paolo Bettini.

## Palmarés
2000
- 1 etapa do GP Jornal de Notícias
- 1 etapa da Volta Trás os Montes

2001
- GP Jornal de Notícias, mais uma etapa
- 1 etapa da Volta às Astúrias

2002
- 2 etapas da Volta a Portugal

2003
- 1 etapa do Troféu Joaquim Agostinho

2006
- 1 etapa do Giro d'Italia

## Resultados nas grandes voltas
| Carreira        | 2000 | 2001 | 2002 | 2003 | 2004 | 2005 | 2006 | 2007 | 2008 | 2009 | 2010 | 2011 | 2012  |
| --------------- | ---- | ---- | ---- | ---- | ---- | ---- | ---- | ---- | ---- | ---- | ---- | ---- | ----- |
| Giro d'Italia   | -    | -    | -    | -    | -    | 37.º | 36.º | Ab.  | 81.º | -    | 54.º | -    | -     |
| Tour de France  | -    | -    | -    | -    | -    | -    | -    | -    | -    | 74.º | -    | -    | 119.º |
| Volta a Espanha | -    | -    | 33.º | 28.º | 24.º | 26.º | 79.º | 29.º | -    | -    | 72.º | 67.º | -     |

## Equipas
- Milaneza-Maia (2000-2003)
- Illes Balears (2004-2005)
- Caisse d'Epargne (2006-2008)
- Katusha (2009-2012)
- Madison Genesis (2013)